# احمد عظیمی زواره‌ای
احمد عظیمی زواره‌ای (دی ۱۲۹۹ در اصفهان- ۱۱ دی ۱۳۷۴ در تهران) ناشر و کتابفروش ایرانی بود. او از پایه‌گذاران انتشارات نیل و گروه فرهنگی آذر بود و مدیریت نشریه صدف را هم بر عهده داشت. او از دانشسرای عالی، لیسانس ریاضی داشت. در سال ۱۳۳۹ با کمک برادرش، کتاب‌فروشی دهخدا را تأسیس کرد که نخستین کتاب‌فروشی در مقابل دانشگاه تهران بود.